# Juditha lamis
Juditha lamis är en fjärilsart som beskrevs av Stoll 1780. Juditha lamis ingår i släktet Juditha och familjen Riodinidae. Inga underarter finns listade i Catalogue of Life.